# Quercus knoblochii
Quercus knoblochii är en bokväxtart som beskrevs av Cornelius Herman Müller. Quercus knoblochii ingår i släktet ekar, och familjen bokväxter. Inga underarter finns listade.